# Mama's Song
Mama's Song è un brano musicale della cantante country statunitense Carrie Underwood, estratto come quarto singolo dal suo terzo album, Play On. Il singolo è stato scritto da Carrie Underwood, Kara DioGuardi, Martin Frederiksen e Luke Laird e prodotto da Mark Bright.
Mama's Song fu inizialmente pubblicata come singolo promozionale il 13 ottobre 2009, poche settimane prima della messa in commercio di Play On. Ha venduto 39 000 copie nella sua prima settimana ed è entrato nelle classifiche statunitense e canadese rispettivamente alle posizioni numero 77 e 68. Ha finora venduto 375 000 copie.
Il video musicale di Mama's Song è stato mostrato per la prima volta al pubblico il 24 settembre 2010 ed è stato diretto da Shaun Silva. È stato filmato a Nashville e in esso appaiono sia la madre di Carrie Underwood, che suo marito, Mike Fisher. In esso viene rappresentata la storia di una ragazza che trova il vero amore e va a vivere molto lontano da casa.

## Classifiche
| Classifica (2010) | Posizione massima |
| ----------------- | ----------------- |
| Canada            | 68                |
| Stati Uniti       | 56                |